# Aeropuerto de la bahía de Neom
El Aeropuerto de la bahía de Neom (IATA: NUM, OACI: OENN)         es un aeropuerto comercial ubicado en Neom, Arabia Saudita .  Son 48 kilómetros (30 mi) al este del aeropuerto más cercano, el Aeropuerto Internacional de Sharm El Sheij, al otro lado del Mar Rojo en Egipto .  Es uno de la red de cuatro aeropuertos que se proyecta en la ciudad, uno de los cuales será internacional.  En enero de 2019, el aeropuerto recibió a 130 pasajeros de Saudia, quienes eran empleados de Neom; esta fue su primera visita al proyecto.  El aeropuerto está situado en la bahía de Neom, la primera zona que se construirá en el marco del proyecto.  La Asociación de Transporte Aéreo Internacional (IATA) ha clasificado al aeropuerto como un centro comercial.  La longitud de la pista del aeropuerto es de 3.757 metros (12.323 pies).  El aeropuerto tiene una ubicación logística ya que une tres países: Arabia Saudita, Jordania y Egipto. El aeropuerto de Neom es el primer aeropuerto de la región en utilizar el servicio de red inalámbrica 5G. 

## Historia
El aeropuerto recibió su primer vuelo el 30 de junio de 2019, cuando un avión de Saudia aterrizó desde Riad . 

## Aerolíneas y destinos
| Aerolíneas       | Destinos                                                                      |
| ---------------- | ----------------------------------------------------------------------------- |
| flyadeal         | Dammam                                                                        |
| flydubai         | Dubái–Internacional                                                           |
| Qatar Airways    | Doha                                                                          |
| Ryanair          | París-Orly                                                                    |
| Saudia           | El Cairo, Dammam, Dubai–International, Estambul, Yeda, Londres–Heathrow, Riad |
| Swiss            | Ginebra, Zúrich                                                               |
| TAP Air Portugal | Lisboa                                                                        |
| Turkish Airlines | Estambul                                                                      |